# Michel Bertrand (médecin)
Pour les articles homonymes, voir Michel Bertrand et Bertrand.
Michel Bertrand, né à Saint-Sauves-d'Auvergne le 31 octobre 1774 et mort à Clermont-Ferrand le 27 ou le 30 octobre 1857, est un médecin français.
Élève du chirurgien Claude Bonnet, il est le fondateur de la station thermale du Mont-Dore au début du XIXe siècle.
Son fils, Pierre Bertrand, est directeur de l'école de médecine de Clermont-Ferrand.

## Œuvres
- Observations sur l'inoculation de la vaccine, [présentées au Comité des arts, d'agriculture et de commerce du département du Puy-de-Dôme, dans sa séance du 29 frimaire an 10], Veyfset (Clermont-Ferrand), 1801 (lire en ligne sur Gallica).